# Cliousclat
 Cliousclat  là một xã thuộc tỉnh Drôme trong vùng Auvergne-Rhône-Alpes đông nam nước Pháp. Xã Cliousclat nằm ở khu vực có độ cao trung bình 213 mét trên mực nước biển.